# Sarkis Tonojan
Sarkis Tonojan (orm. Սարգիս Տոնոյան; ur. 12 stycznia 1988) – ormiański zapaśnik walczący w stylu klasycznym. Zajął dziewiętnaste miejsce na mistrzostwach świata w 2010. Pierwszy w Pucharze Świata w 2013; dziewiąty w 2011 i dziesiąty w 2012. Wicemistrz Europy kadetów w 2005 roku.